# Alkaid
Alkaid (η UMa / η Ursae Majoris / Eta Ursae Majoris, chiamata anche Benetnash) è la terza stella più brillante della costellazione dell'Orsa Maggiore. Di magnitudine +1,85, si trova a 104 anni luce dal sistema solare. A differenza della maggior parte delle stelle di questa costellazione non è un membro del movimento del gruppo dell'Orsa Maggiore.

## Osservazione
.

Posizione di Alkaid nella costellazione dell'Orsa Maggiore

Si tratta di una stella situata nell'emisfero celeste boreale e quindi osservabile prevalentemente dall'emisfero nord della Terra, dove si presenta circumpolare anche da gran parte delle regioni temperate; dall'emisfero sud la sua visibilità è invece limitata alle regioni temperate settentrionali e alla fascia tropicale, più a nord della latitudine 41° S. La sua magnitudine pari a +1,85 fa sì che possa essere scorta anche con un cielo moderatamente affetto da inquinamento luminoso.
Il periodo migliore per la sua osservazione nel cielo serale ricade nei mesi compresi fra febbraio e giugno; nell'emisfero nord è visibile anche per un periodo maggiore, grazie alla declinazione boreale della stella, mentre nell'emisfero sud può essere osservata limitatamente durante i mesi dell'autunno australe.

## Caratteristiche fisiche

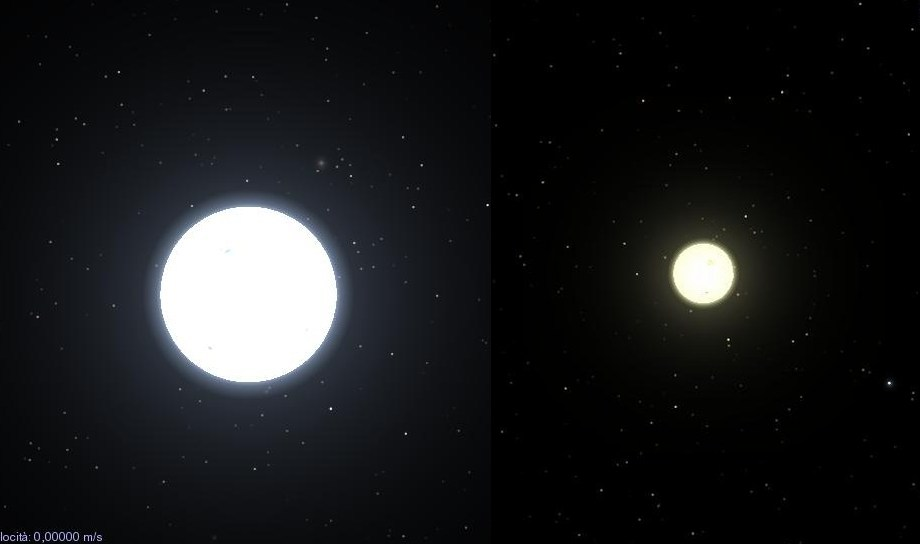
Alkaid (a sinistra) in confronto al Sole in una simulazione di Celestia, dalla distanza di 33 milioni di km.

Alkaid ha magnitudine apparente di +1,85, il che la rende la 35ª stella più brillante nel cielo. Si tratta di una giovane stella bianco-bluastra di tipo spettrale B3 V. Con una temperatura di circa 17000 K è una delle più calde stelle visibili ad occhio nudo. La sua luminosità è equivalente a 700 volte quella del Sole; se Alkaid fosse al posto del sistema solare la distanza della zona abitabile sarebbe posta a circa 25 au, cioè quasi quanto la distanza di Nettuno dal Sole. Ha una massa stimata in 6 volte quella del Sole, ed un'età stimata di "soli" 10 milioni di anni.

## Etimologia
Il nome Alkaid deriva dall'arabo قائد بنات نعش qā'id bināt naʿsh, "Il capo delle figlie della bara". Le figlie della bara, vale a dire le fanciulle in lutto, sono le tre stelle del manico del Grande Carro, Alkaid, Mizar, e Alioth, mentre le quattro stelle della ciotola, cioè Megrez, Phecda, Merak e Dubhe rappresentano la bara stessa. Un altro nome tradizionale proveniente dall'arabo è Benetnasch, proveniente dalla frase Ka'id Banat al Na'ash (la prima delle fanciulle a lutto).
Alkaid è nota come 北斗七 (la settima Stella del Nord) o 摇光 (la Stella di scintillio Brillante) in cinese ed è la più orientale (a sinistra) delle stelle del Grande Carro, mentre l'astronomo persiano Al Bīrūnī le diede il nome di Marici, uno dei sette Ṛṣi o saggi d'India.